# Marconi Volley 2016-2017 (maschile)
Questa voce raccoglie le informazioni riguardanti la Marconi Volley nelle competizioni ufficiali della stagione 2016-2017.

## Stagione
La stagione 2016-17 è per la Marconi, sponsorizzata da Monini, l'ottava in Serie A2: il club ottiene la partecipazione al campionato cadetto grazie alla vittoria del proprio girone al termine della Serie B1 2015-16. Viene confermato sia l'allenatore, Riccardo Provvedi, sia buona parte della rosa come Michele Morelli, Federico Bargi, Matteo Bertoli, Matteo Zamagni e Matteo Segoni: tra i nuovi acquisti quelli di Natale Monopoli, Roberto Romiti, Luis Joventino, Roberto Festi e Romolo Mariano mentre tra le cessioni quelle di Domenico Cavaccini, Mirko Miscione, Luca Beccaro e Alessandro Dordei.
Il campionato si apre con la sconfitta in casa del Volley Ball Club Mondovì mentre la prima vittoria arriva alla seconda giornata contro la M&G Scuola Pallavolo, seguita da altri due successi; dopo due sconfitte di fila, la squadra umbra chiude il girone di andata con tre successi consecutivi, chiudendo al secondo posto in classifica e qualificandosi alla Coppa Italia di categoria. Il girone di ritorno vede la Marconi Volley sempre vincente eccetto in due occasioni, alla prima e all'ultima giornata: si classifica al termine della regular season al primo posto nel proprio girone, accedendo alla pool promozione. Nel girone di andata ottiene tre successi in cinque gare disputate, mentre in quello di ritorno nel vince due, classificandosi al terzo posto. Nei quarti di finale dei play-off promozione supera in due gare il Volley Tricolore Reggio Emilia, mentre nelle semifinali, dopo aver perso gara 1 contro l'Emma Villas Volley, vince le tre gare necessarie per passare il turno. Nell'ultimo atto del campionato lo scontro è con la New Mater Volley: la squadra di Spoleto vince gara 1 e gara 4, mentre quella di Castellana Grotte gara 2 e 3; gara 5 decreta il successo per 3-2 per la New Mater Volley, che viene promossa in Serie A1.
Grazie al secondo posto nel proprio girone al termine del girone di andata della regular season, la Marconi Volley partecipa alla Coppa Italia di Serie A2: tuttavia viene eliminata nei quarti di finale a seguito della sconfitta per 3-2 contro la Tuscania Volley.

## Organigramma societario
Area direttiva
- Presidente: Vincenza Mari
- Vicepresidente: Francesco Rizzi

Area organizzativa
- Direttore generale: Cristian Vigilante
- Direttore sportivo: Niccolò Lattanzi
- Assistente squadra: Daniele Grechi
- Addetto arbitri: Carlo Manto
- Magazzino: Stefano Bernardini

Area tecnica
- Allenatore: Riccardo Provvedi
- Allenatore in seconda: Luca Arcangeli Conti
- Scout man: Roberto Colato
- Responsabile settore giovanile: Paolo Restani

Area comunicazione
- Addetto stampa: Jacopo Brugalossi
- Responsabile comunicazione: Roberta Natali
- Rapporto enti pubblici: Maurizio Zualdi
- Fotografo: Cristian Sordini

Area marketing
- Responsabile marketing: Roberta Natali

Area sanitaria
- Medico: Silvio Corsetti
- Preparatore atletico: Carlo Sati
- Assistente preparatore atletico: Leonardo Graziani
- Fisioterapista: Stefano Carini

## Rosa
| N° | Nome                | Ruolo | Data di nascita   | Nazionalità sportiva |
| -- | ------------------- | ----- | ----------------- | -------------------- |
| 1  | Michele Morelli     | S/O   | 14 giugno 1991    | Italia               |
| 2  | Federico Bargi      | C     | 9 dicembre 1993   | Italia               |
| 3  | Romolo Mariano      | S     | 18 dicembre 1991  | Italia               |
| 4  | Roberto Festi       | C     | 30 gennaio 1994   | Italia               |
| 5  | Andrea Vanini       | P     | 16 aprile 1979    | Italia               |
| 6  | Gianluca Iaccarino  | C     | 6 febbraio 1992   | Italia               |
| 7  | Costantino Garofalo | S     | 18 novembre 1989  | Italia               |
| 10 | Matteo Zamagni      | C     | 4 agosto 1989     | Italia               |
| 11 | Natale Monopoli     | P     | 28 maggio 1975    | Italia               |
| 12 | Alessandro Marta    | L     | 10 settembre 1997 | Italia               |
| 13 | Luis Joventino      | S     | 25 settembre 1989 | Brasile              |
| 14 | Matteo Segoni       | S/O   | 12 gennaio 1993   | Italia               |
| 16 | Matteo Bertoli      | S     | 28 luglio 1988    | Italia               |
| 18 | Roberto Romiti      | L     | 27 gennaio 1983   | Italia               |

## Mercato
| Acquisti | Acquisti           | Acquisti            | Acquisti   |
| R.       | Nome               | da                  | Modalità   |
| -------- | ------------------ | ------------------- | ---------- |
| C        | Roberto Festi      | Argos               | definitivo |
| C        | Gianluca Iaccarino | InterVolley Foligno | definitivo |
| S        | Luis Joventino     | Friedrichshafen     | definitivo |
| S        | Romolo Mariano     | Argos               | definitivo |
| L        | Alessandro Marta   | Club Italia         | definitivo |
| P        | Natale Monopoli    | Tuscania            | definitivo |
| L        | Roberto Romiti     | Top Volley Latina   | definitivo |

| Cessioni | Cessioni           | Cessioni        | Cessioni   |
| R.       | Nome               | a               | Modalità   |
| -------- | ------------------ | --------------- | ---------- |
| C        | Luca Battistelli   | ?               | definitivo |
| P        | Luca Beccaro       | Tricolore       | definitivo |
| L        | Domenico Cavaccini | New Mater       | definitivo |
| S        | Alessandro Dordei  | Team Volley     | definitivo |
| C        | Mirko Miscione     | Impavida Ortona | definitivo |
| S/O      | Cristian Vigilante | -               | ritirato   |

## Risultati

### Serie A2

#### Regular season

##### Girone di andata
| 1ª giornata - 9 ottobre 2016 PalaManera, Mondovì                    | Mondovì           | 3 - 2 | Marconi           | 25-20, 20-25, 21-25, 25-17, 15-13 |
| 2ª giornata - 16 ottobre 2016 PalaRota, Spoleto                     | Marconi           | 3 - 2 | M&G               | 22-25, 25-16, 20-25, 25-20, 15-12 |
| 3ª giornata - 23 ottobre 2016 PalaNorda, Bergamo                    | Olimpia Bergamo   | 0 - 3 | Marconi           | 17-25, 17-25, 21-25               |
| 4ª giornata - 16 novembre 2016 PalaRota, Spoleto                    | Marconi           | 3 - 1 | Materdomini       | 25-19, 25-22, 22-25, 25-16        |
| 5ª giornata - 6 novembre 2016 Palazzetto dello Sport, Montefiascone | Civita Castellana | 3 - 2 | Marconi           | 18-25, 21-25, 25-20, 30-28, 15-11 |
| 6ª giornata - 13 novembre 2016 PalaRota, Spoleto                    | Marconi           | 0 - 3 | Atlantide Brescia | 25-27, 12-25, 19-25               |
| 7ª giornata - 20 novembre 2016 PalaParini, Cantù                    | Libertas Brianza  | 0 - 3 | Marconi           | 19-25, 15-25, 22-25               |
| 8ª giornata - 27 novembre 2016 PalaBigi, Reggio nell'Emilia         | Tricolore         | 1 - 3 | Marconi           | 20-25, 17-25, 27-25, 19-25        |
| 9ª giornata - 3 dicembre 2016 PalaRota, Spoleto                     | Marconi           | 3 - 0 | Castellana        | 25-21, 25-19, 25-19               |

##### Girone di ritorno
| 10ª giornata - 8 dicembre 2016 PalaRota, Spoleto                       | Marconi           | 1 - 3 | Mondovì           | 25-23, 18-25, 18-25, 23-25 |
| 11ª giornata - 11 dicembre 2016 Palasport Grottazzolina, Grottazzolina | M&G               | 1 - 3 | Marconi           | 14-25, 26-24, 19-25, 28-30 |
| 12ª giornata - 18 dicembre 2016 PalaRota, Spoleto                      | Marconi           | 3 - 1 | Olimpia Bergamo   | 25-21, 25-22, 24-26, 25-23 |
| 13ª giornata - 26 dicembre 2016 PalaGrotte, Castellana Grotte          | Materdomini       | 0 - 3 | Marconi           | 16-25, 23-25, 19-25        |
| 14ª giornata - 5 gennaio 2017 PalaRota, Spoleto                        | Marconi           | 3 - 0 | Civita Castellana | 25-22, 25-17, 25-23        |
| 15ª giornata - 8 gennaio 2017 PalaSanFilippo, Brescia                  | Atlantide Brescia | 0 - 3 | Marconi           | 15-25, 22-25, 20-25        |
| 16ª giornata - 15 gennaio 2017 PalaRota, Spoleto                       | Marconi           | 3 - 1 | Libertas Brianza  | 25-23, 25-14, 19-25, 25-20 |
| 17ª giornata - 22 gennaio 2017 PalaRota, Spoleto                       | Marconi           | 3 - 0 | Tricolore         | 25-18, 25-12, 25-12        |
| 18ª giornata - 5 febbraio 2017 Palazzetto dello Sport, Brendola        | Castellana        | 3 - 1 | Marconi           | 25-22, 20-25, 25-22, 25-22 |

#### Pool promozione

##### Girone di andata
| 1ª giornata - 12 febbraio 2017 PalaGrotte, Castellana Grotte      | New Mater        | 2 - 3 | Marconi  | 18-25, 25-20, 25-20, 20-25, 6-15 |
| 2ª giornata - 15 febbraio 2017 PalaRota, Spoleto                  | Marconi          | 3 - 0 | Tuscania | 25-23, 25-23, 25-23              |
| 3ª giornata - 19 febbraio 2017 PalaParenti, Santa Croce sull'Arno | Lupi Santa Croce | 3 - 1 | Marconi  | 20-25, 25-15, 25-23, 25-18       |
| 4ª giornata - 23 febbraio 2017 PalaRota, Spoleto                  | Marconi          | 3 - 1 | Aversa   | 25-16, 20-25, 25-20, 25-14       |
| 5ª giornata - 26 febbraio 2017 PalaEstra, Siena                   | Emma Villas      | 3 - 1 | Marconi  | 25-27, 25-21, 25-22, 25-15       |

##### Girone di ritorno
| 6ª giornata - 5 marzo 2017 PalaRota, Spoleto    | Marconi  | 3 - 1 | New Mater        | 23-25, 25-17, 25-17, 27-25        |
| 7ª giornata - 8 marzo 2017 PalaMalè, Viterbo    | Tuscania | 3 - 0 | Marconi          | 25-23, 25-21, 26-24               |
| 8ª giornata - 12 marzo 2017 PalaRota, Spoleto   | Marconi  | 2 - 3 | Lupi Santa Croce | 25-21, 23-25, 25-15, 22-25, 18-20 |
| 9ª giornata - 15 marzo 2017 PalaJacazzi, Aversa | Aversa   | 3 - 2 | Marconi          | 17-25, 21-25, 25-18, 25-15, 15-9  |
| 10ª giornata - 19 marzo 2017 PalaRota, Spoleto  | Marconi  | 3 - 0 | Emma Villas      | 25-20, 25-20, 25-20               |

#### Play-off promozione
| Quarti di finale (gara 1) - 26 marzo 2017 PalaRota, Spoleto            | Marconi     | 3 - 0 | Tricolore   | 25-21, 25-18, 25-23               |
| Quarti di finale (gara 2) - 2 aprile 2017 PalaBigi, Reggio nell'Emilia | Tricolore   | 0 - 3 | Marconi     | 20-25, 17-25, 22-25               |
| Semifinali (gara 1) - 9 aprile 2017 PalaEstra, Siena                   | Emma Villas | 3 - 0 | Marconi     | 25-13, 25-19, 25-23               |
| Semifinali (gara 2) - 16 aprile 2017 PalaRota, Spoleto                 | Marconi     | 3 - 2 | Emma Villas | 22-25, 25-16, 26-24, 20-25, 15-11 |
| Semifinali (gara 3) - 20 aprile 2017 PalaEstra, Siena                  | Emma Villas | 1 - 3 | Marconi     | 21-25, 23-25, 25-22, 19-25        |
| Semifinali (gara 4) - 23 aprile 2017 PalaRota, Spoleto                 | Marconi     | 3 - 0 | Emma Villas | 25-19, 25-23, 25-23               |
| Finale (gara 1) - 30 aprile 2017 PalaGrotte, Castellana Grotte         | New Mater   | 2 - 3 | Marconi     | 25-21, 20-25, 16-25, 28-26, 13-15 |
| Finale (gara 2) - 3 maggio 2017 PalaRota, Spoleto                      | Marconi     | 2 - 3 | New Mater   | 25-20, 25-22, 25-27, 21-25, 10-15 |
| Finale (gara 3) - 6 maggio 2017 PalaGrotte, Castellana Grotte          | New Mater   | 3 - 0 | Marconi     | 25-17, 25-16, 25-12               |
| Finale (gara 4) - 11 maggio 2017 PalaRota, Spoleto                     | Marconi     | 3 - 0 | New Mater   | 25-23, 25-19, 25-23               |
| Finale (gara 5) - 14 maggio 2017 PalaGrotte, Castellana Grotte         | New Mater   | 3 - 2 | Marconi     | 25-22, 13-25, 23-25, 26-24, 15-13 |

### Coppa Italia di Serie A2

#### Fase a eliminazione diretta
| Quarti di finale - 15 dicembre 2016 PalaRota, Spoleto | Marconi | 2 - 3 | Tuscania | 18-25, 25-22, 25-23, 23-25, 10-15 |

## Statistiche

### Statistiche di squadra
| Competizione             | Punti | In casa | In casa | In casa | In trasferta | In trasferta | In trasferta | Totale | Totale | Totale |
| Competizione             | Punti | G       | V       | P       | G            | V            | P            | G      | V      | P      |
| ------------------------ | ----- | ------- | ------- | ------- | ------------ | ------------ | ------------ | ------ | ------ | ------ |
| Serie A2                 | 33    | 19      | 15      | 4       | 20           | 10           | 10           | 39     | 25     | 14     |
| Coppa Italia di Serie A2 | -     | 1       | 0       | 1       | -            | -            | -            | 1      | 0      | 1      |
| Totale                   | -     | 20      | 15      | 5       | 20           | 10           | 10           | 40     | 25     | 15     |

G = partite giocate; V = partite vinte; P = partite perse

### Statistiche dei giocatori
| Giocatore    | Serie A2 | Serie A2 | Serie A2 | Serie A2 | Serie A2 | Coppa Italia di Serie A2 | Coppa Italia di Serie A2 | Coppa Italia di Serie A2 | Coppa Italia di Serie A2 | Coppa Italia di Serie A2 | Totale | Totale | Totale | Totale | Totale |
| Giocatore    | P        | PT       | AV       | MV       | BV       | P                        | PT                       | AV                       | MV                       | BV                       | P      | PT     | AV     | MV     | BV     |
| ------------ | -------- | -------- | -------- | -------- | -------- | ------------------------ | ------------------------ | ------------------------ | ------------------------ | ------------------------ | ------ | ------ | ------ | ------ | ------ |
| F. Bargi     | 38       | 296      | 223      | 61       | 12       | 1                        | 9                        | 9                        | 0                        | 0                        | 39     | 305    | 232    | 61     | 12     |
| M. Bertoli   | 37       | 483      | 401      | 28       | 54       | 1                        | 14                       | 13                       | 1                        | 0                        | 38     | 497    | 414    | 29     | 54     |
| R. Festi     | 35       | 109      | 61       | 28       | 20       | 1                        | 0                        | 0                        | 0                        | 0                        | 36     | 109    | 61     | 28     | 20     |
| C. Garofalo  | 30       | 25       | 19       | 4        | 2        | 1                        | 0                        | 0                        | 0                        | 0                        | 31     | 25     | 19     | 4      | 2      |
| G. Iaccarino | 2        | 0        | 0        | 0        | 0        | 0                        | 0                        | 0                        | 0                        | 0                        | 2      | 0      | 0      | 0      | 0      |
| L. Joventino | 33       | 207      | 165      | 33       | 9        | 1                        | 2                        | 2                        | 0                        | 0                        | 34     | 209    | 167    | 33     | 9      |
| R. Marino    | 35       | 247      | 187      | 37       | 23       | 1                        | 12                       | 10                       | 1                        | 1                        | 36     | 259    | 197    | 38     | 24     |
| A. Marta     | 10       | 2        | 2        | 0        | 0        | 1                        | 0                        | 0                        | 0                        | 0                        | 11     | 2      | 2      | 0      | 0      |
| N. Monopoli  | 37       | 47       | 14       | 17       | 16       | 1                        | 2                        | 1                        | 1                        | 0                        | 38     | 49     | 15     | 18     | 16     |
| M. Morelli   | 37       | 622      | 549      | 48       | 25       | 1                        | 9                        | 8                        | 1                        | 0                        | 38     | 631    | 557    | 49     | 25     |
| R. Romiti    | 39       | 0        | 0        | 0        | 0        | 1                        | 0                        | 0                        | 0                        | 0                        | 40     | 0      | 0      | 0      | 0      |
| M. Segoni    | 26       | 77       | 63       | 4        | 10       | 1                        | 14                       | 13                       | 1                        | 0                        | 27     | 91     | 76     | 5      | 10     |
| A. Vanini    | 31       | 6        | 4        | 2        | 0        | 1                        | 0                        | 0                        | 0                        | 0                        | 32     | 6      | 4      | 2      | 0      |
| M. Zamagni   | 34       | 295      | 205      | 72       | 18       | 1                        | 9                        | 8                        | 1                        | 0                        | 35     | 304    | 213    | 73     | 18     |

P = presenze; PT = punti totali; AV = attacchi vincenti; MV = muri vincenti; BV = battute vincenti